# Садулаев, Абдулрашид Булачевич
Абдулраши́д Була́чевич Садула́ев (авар. Гӏабдулрашид Сагӏадулаев; род. 9 мая 1996, Цуриб, Чародинский район, Дагестан) — российский борец вольного стиля, двукратный олимпийский чемпион (2016, 2020), шестикратный чемпион мира: (2014, 2015, 2018, 2019, 2021, 2024), серебряный призёр чемпионата мира (2017), обладатель индивидуального Кубка мира (2020), четырёхкратный чемпион Европы (2014, 2018, 2019, 2020), чемпион Европы среди юношей (2016), победитель Европейских игр (2015, 2019), семикратный чемпион России (2014, 2015, 2017, 2018, 2020, 2024, 2025). Выступает в весовых категориях: до 86 кг (до 2016), до 97 кг (с 2017). Заслуженный мастер спорта России (2016).

## Биография
Родился 9 мая 1996 года в селении Цуриб, Чародинского района республики Дагестан. По национальности — аварец. Во время одного из молодёжных турниров получил прозвище «Русский танк» за силу и волю к победе.
До 11 класса тренировался в Цурибе у Магомеда Магомедова. Ученик тренера Шамиля Омарова.
В июне 2015 года был признан лучшим российским спортсменом по версии проекта «Золотой пьедестал». Он набрал 55,6 % голосов, опередив Алию Мустафину, набравшую 44,4 % голосов.
В июле 2015 года российский бизнесмен, председатель совета директоров группы компаний «Сумма», член Совета «Фонда поддержки олимпийцев России» Зиявудин Магомедов подарил Садулаеву автомобиль Mercedes G-класса.
Военнослужащий спортивной команды при управлении Северо-Кавказского округа войск национальной гвардии РФ, старший инструктор по физической подготовке и спорту, младший сержант войск национальной гвардии РФ.
В феврале 2017 года женился на студентке второго курса психологического факультета Дагестанского университета Заире Шапиевой. В октябре 2018 года родилась дочь Амина.
По итогам 2018 года Абдулрашид был удостоен премии «Серебряная лань», присуждаемой Федерацией спортивных журналистов России лучшим спортсменам.

## Спортивная карьера
В августе 2012 года выиграл первенство мира среди кадетов, победив в финале украинца Руслана Рушко.
В 2014 году выиграл турнир «Иван Ярыгин». В апреле 2014 года стал чемпионом Европы. В сентябре 2014 года выиграл чемпионат мира, одолев в финале кубинца Рейнериса Саласа.
В мае 2015 года стал двукратным чемпионом России по вольной борьбе в весовой категории до 86 кг, в финальной схватке в упорной борьбе выиграл у своего одноклубника Шамиля Кудиямагомедова.
В июне 2015 года на Европейских играх в Баку стал чемпионом, победив досрочно представителя Молдовы Петра Янулова.
В сентябре 2015 года стал двукратным чемпионом мира по вольной борьбе, победив в финале российско-турецкого борца Калоя Картоева (Селима Яшара) со счетом 6:0.
В августе 2016 года на олимпийских играх в Рио-де-Жанейро завоевал золотую медаль, уверенно победив во всех схватках. В полуфинале Абдулрашид одержал победу над своим земляком, олимпийским чемпионом Шарипом Шариповым, выступающим за сборную Азербайджана. В финале со счетом 5:0 победил турецкого борца, уроженца Ингушетии Селима Яшара (Зелимхан Картоев), которого он ранее побеждал в финале чемпионата мира 2015 года и в 1/8 чемпионата мира 2014 года. За все проведённые схватки на олимпиаде Абдулрашид уступил всего лишь один балл в полуфинале при счете 8:1.
В июне 2017 года выиграл чемпионат России в Назрани в новой для себя весовой категории до 97 кг. В финальной схватке Садулаев победил Владислава Байцаева со счётом 8:7. В августе 2017 года на чемпионате мира в Париже Садулаев завоевал серебряную медаль, уступив олимпийскому чемпиону 2016 года Кайлу Снайдеру из США со счётом 5:6. На следующий день после окончания чемпионата мира Абдулрашид Садулаев стал жертвой воров. Из отеля, в котором жила российская команда у спортсмена украли сумку с деньгами и документами.
23 октября 2018 года завоевал золотую медаль на чемпионате мира 2018 года, проходившем в Будапеште. Всех соперников Абдулрашид одолел досрочно. Как и на прошлогоднем чемпионате, в финале Садулаев встретился с Кайлом Снайдером. На этот раз ему удалось за минуту уложить американского борца на туше.
На чемпионате мира 2019 года, проходившем в Астана завоевал золотую медаль. В финале Садулаев победил Шарипа Шарипова (4:0) и стал четырёхкратным чемпионом мира. На церемонию награждения Садулаев вышел в футболке с изображением имама Шамиля, за что впоследствии был дисквалифицирован «Объединённым миром борьбы» на 4 месяца и оштрафован на 5 тыс. швейцарских франков. Комитет по этике организации посчитал это «выражением политических и религиозных взглядов во время соревнований».
В феврале 2020 года на чемпионате континента в Риме, в весовой категории до 97 кг россиянин в схватке за чемпионский титул победил спортсмена из Румынии Альберта Саритова и завоевал золотую медаль европейского первенства.
В августе 2021 года завоевал вторую олимпийскую медаль на Олимпиаде в Токио. В финале со счётом 6:3 победил американца Кайла Снайдера. Стал первым дагестанцем-знаменосцем сборной России на Олимпиаде, нёс флаг на церемонии закрытия Игр.
На чемпионате мира 2021 года, который проходил в октябре в норвежской столице, стал в пятый раз чемпионом мира в весовой категории до 97 кг. В финале поборол американского борца Кайла Снайдера.
В сентябре 2023 года выступил на чемпионате мира в Белграде (Сербия), но в четвертьфинале уступил  схватку которая при счете 2:9 была прервана в связи с травмой шеи Садулаева, что повлекло к снятию борца с турнира. Этот проигрыш стал первым для Абдулрашида Садулаева с 2017 года.
3 апреля 2024 года Международный олимпийский комитет не допустил Садулаева к участию в отборочном турнире на летнюю Олимпиаду 2024 года. Но 27 апреля в финале Чемпионата России, который проходил в городе Одинцово Московской области, он одолел Алихана Жабраилова и завоевал себе путевку для участия в Олимпиаде в Париже.
 
6 июля 2024 года Федерация спортивной борьбы России (ФСБР) объявила об отказе от участия в Олимпийских играх 2024 года.

На чемпионате мира 2024 года, который проходил в Тиране, выступая в весовой категории до 92 кг, вновь стал чемпионом мира, разгромно со счетом 7:0 одолев олимпийского чемпиона Дэвида Тейлора и чемпиона мира Камрана Гасемпура. В финале победил грузинского борца Мириана Майсурадзе.

## Достижения
- Чемпионат мира по борьбе 2024 (Тирана, 2024) - чемпион
- Турнир «Иван Ярыгин» (Красноярск, 2024) - победитель;
- Чемпионат мира по борьбе (Осло, 2021) - чемпион;
- Олимпийские игры (Токио, 2021) - олимпийский чемпион;
- Чемпионат России по вольной борьбе (Наро-Фоминск, 2020) - чемпион;
- Чемпионат Европы по борьбе (Рим, 2020) - чемпион;
- Чемпионат мира по борьбе (Нур-Султан, 2019) - чемпион;
- Чемпионат Европы по борьбе (Бухарест, 2019) - чемпион;
- Чемпионат мира по борьбе (Будапешт, 2018) - чемпион;
- Чемпионат России по вольной борьбе (Одинцово, 2018) - чемпион;
- Чемпионат Европы по борьбе (Каспийск, 2018) - чемпион;
- Турнир «Иван Ярыгин» (Красноярск, 2018) - победитель;
- чемпионате мира по борьбе (Париж, 2017) - серебряный призёр[2][20];
- Чемпионат России по вольной борьбе (Назрань, 2017) - чемпион;
- Олимпийские игры (Рио-де-Жанейро, 2016) - олимпийский чемпион;
- Мемориал «Вацлав Циолковский» (Спала, Польша, 2016) - победитель;
- Первенство Европы (до 23 лет) (Русе, Болгария, 2016) - чемпион;
- Чемпионат мира (Лас-Вегас, 2015) - чемпион;
- Европейские игры (Баку, 2015) - победитель;
- Чемпионат России по вольной борьбе (Каспийск, 2015) - чемпион;
- Гран-при «Александр Медведь» (Минск, 2015) - победитель;
- Чемпионат мира (Ташкент, 2014) - чемпион;
- Чемпионат России по вольной борьбе (Якутск, 2014) - чемпион;
- Чемпионат Европы по борьбе (Вантаа, Финляндия, 2014) - чемпион;
- Турнир «Яшар Догу» (Стамбул, 2014) - победитель;
- Турнир «Иван Ярыгин» (Красноярск, 2014) - победитель;[2]
- Первенство мира среди кадетов (Зренянин, Сербия, 2013) - победитель;
- Первенство мира среди кадетов (Баку, 2012) - победитель.
- Спортсмен года по версии газеты «Советский спорт» (2024)[31]

## Награды
- Орден Дружбы (25 августа 2016) — за высокие спортивные достижения на Играх XXXI Олимпиады 2016 года в городе Рио-де-Жанейро (Бразилия), проявленные волю к победе и целеустремлённость[32];
- Орден Почёта (11 августа 2021) — за большой вклад в развитие отечественного спорта, высокие спортивные достижения, волю к победе, стойкость и целеустремленность, проявленные на Играх XXXII Олимпиады 2020 года в городе Токио (Япония)[33];
- Орден «За заслуги перед Республикой Дагестан» (25 августа 2016) — за высокие спортивные достижения на XXXI летних Олимпийских играх 2016 года[34];
- Орден «За заслуги перед Республикой Дагестан» (23 сентября 2019) — за большие заслуги в развитии физической культуры и спорта и высокие спортивные достижения на чемпионате мира по спортивной борьбе 2019 года в городе Нур-Султане[35];
- Орден Почёта Республики Дагестан III степени (25 апреля 2023) — за заслуги в области физической культуры и спорта и высокие спортивные достижения[36];
- Народный Герой Дагестана (2018)[37];
- Орден «Аль-Фахр» II степени (2016)[38].

## Прочее
После победы на Олимпийских играх 2020 года Садулаев заявил в своём Instagram, что депутат Госдумы от «Единой России» Магомед Гаджиев «поощрил спортсмена 1 миллионом долларов». Официальный доход Гаджиева за 10 лет составил менее 800 тыс. долларов США. Неназванный представитель Гаджиева заявил, что Садулаев сообщил фейковую информацию. Вскоре Садулаев удалил эту информацию из своего Instagram.